# Bistum Pécs
Das in Ungarn gelegene Bistum Pécs bzw. Bistum Fünfkirchen (lateinisch Diocesis Quinque Ecclesiensis, ungarisch Pécsi egyházmegye) in Fünfkirchen wurde bereits im Jahre 1009 gegründet und 1135 der Kirchenprovinz des Erzbistums Kalocsa unterstellt.

## Geschichte
Die Entstehungsgeschichte des Bistums ist umstritten. Als wahrscheinlich gilt, dass im Jahre 1009 König Stephan I. von Ungarn die Diözese nach der Unterwerfung der schwarzen Magyaren (lat.: Ungri Nigri) gründete. Zu ihrem Besitz gehörten seither ehemalige Gebiete der besiegten und christianisierten Magyaren. Seine Grenzen lagen auf einer Line zwischen den Orten Zemogny und Tápé auf der einen Seite, zwischen den Flüssen Kapos und Almás sowie einem römischen Aquädukt zwischen den Flüssen Donau und Save auf der anderen Seite. 
Es erstreckte sich somit über die Gebiete der ehemalige Komitate Tolna, Baranya und Pozsega.
Die Bischöfe von Pécs waren Suffraganbischöfe der Erzdiöszese von Esztergom. Gleichzeitig waren sie aufgrund ihrer kirchlichen Dignität traditionell „Erbobergespan“ (lat.: Baraniensis perpetuus supremus comes) des Komitates Baranya.

## Basilika und Bischofspalast
Die Kathedrale ist den Aposteln Petrus und Paulus geweiht und befindet sich in der Mitte der Stadt. Ihre Grundmauern stammen aus dem Ende des 4. Jahrhunderts. Die  Vorgängerkirche des heutigen Doms galt in ihrer Zeit als eines der vier größten Bauwerke dieser Art in Europa. Sie wurde 1991 von Papst Johannes Paul II. zu einer Basilica minor erhoben. Ihre früheren Skulpturen und Reliefs sind heute im Dommuseum und im Lapidarium ausgestellt. Auf dem Balkon des nahe gelegenen Bischofspalastes steht eine Statue des Komponisten Franz Liszt. Ebenfalls in der Nähe befindet sich mit der Bibliothek des Bischofs György Klimó eines der wichtigsten Teile der ungarischen und europäischen Kulturgeschichte.

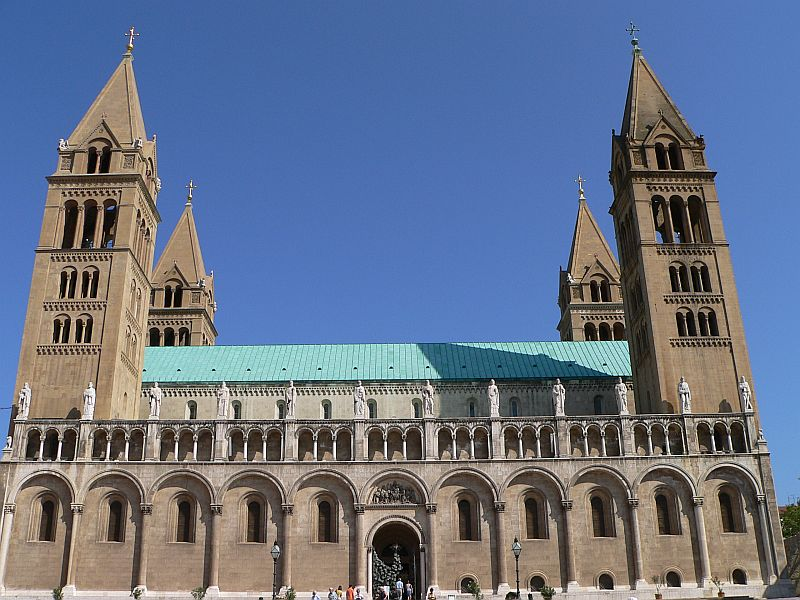
Kathedrale St. Peter und Paul
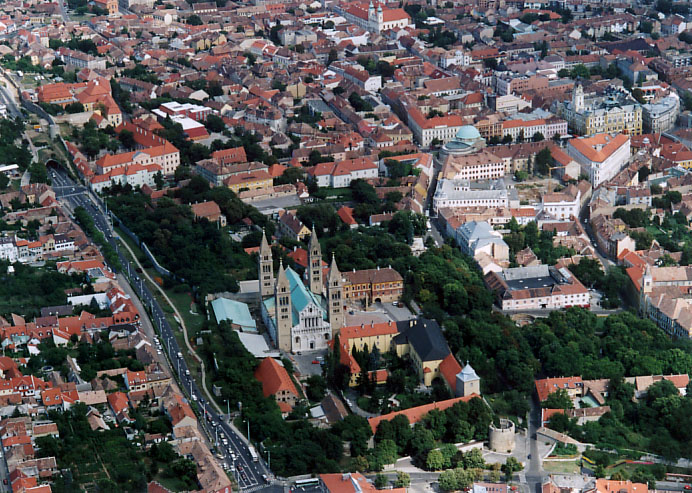
Luftaufnahme
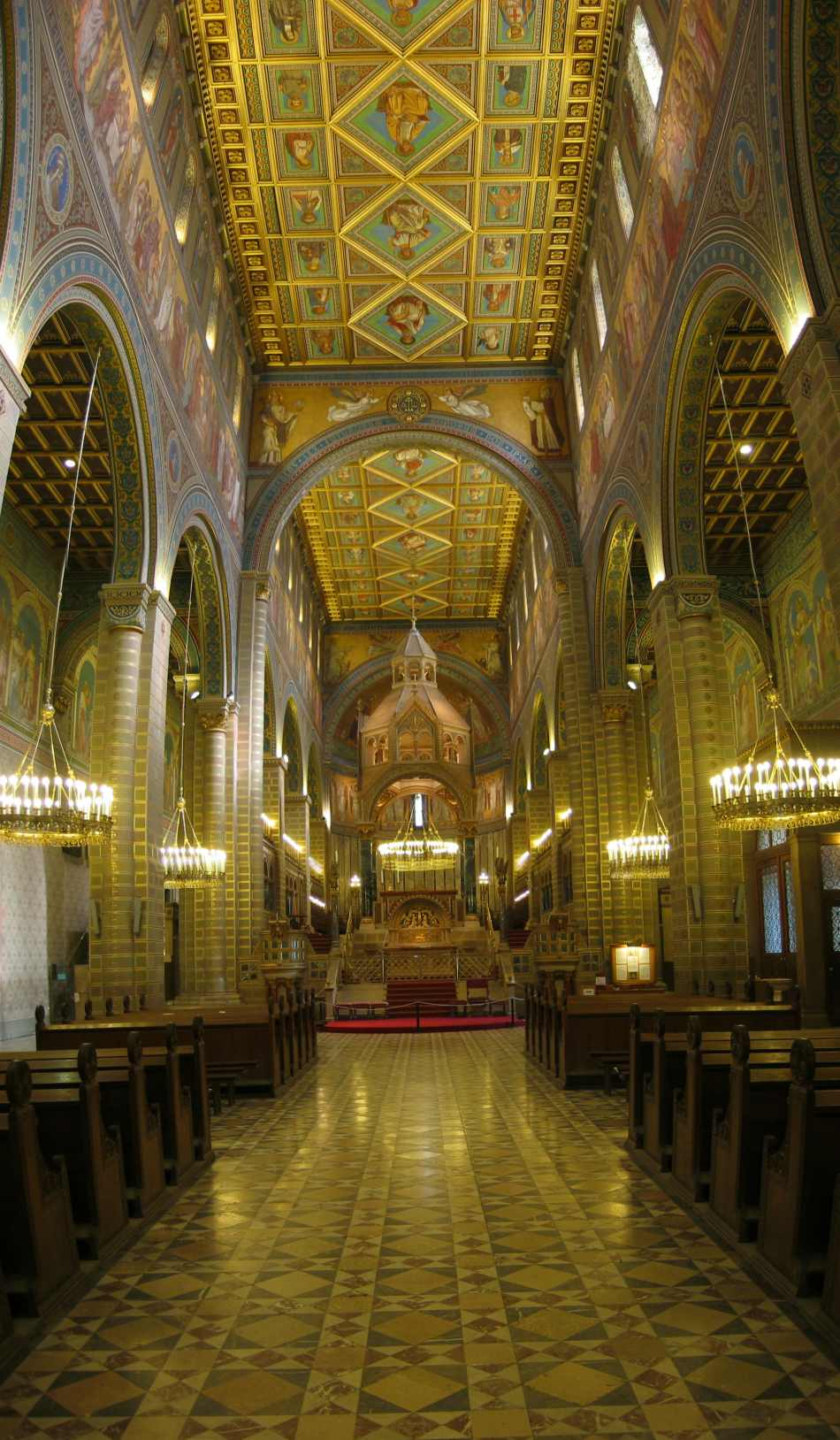
Innenansicht der Kathedrale
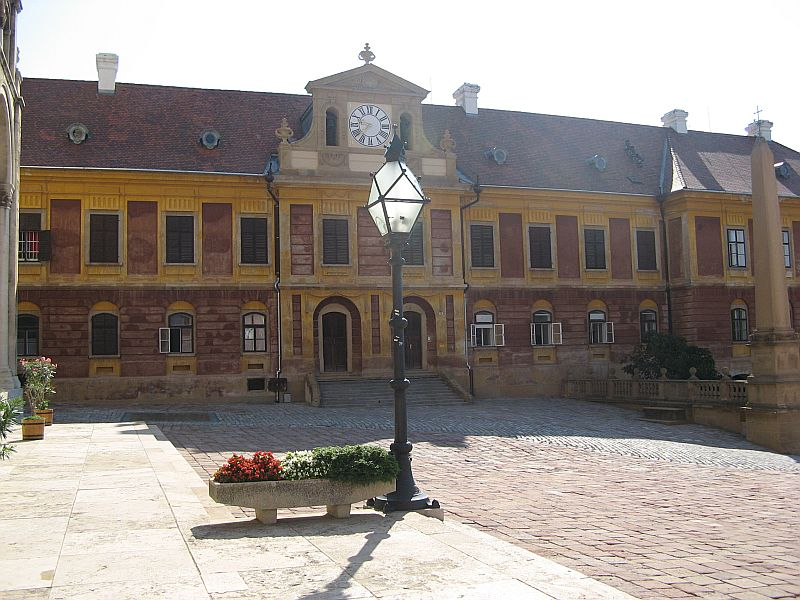
Bischofspalast